# Oberstleutnant

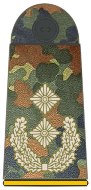
Atual insígnia de Oberstleutnant do Exército Alemão

Oberstleutnant é uma patente militar da Alemanha equivalente a Tenente-coronel, está após a patente de Major, e antes da patente de Oberst. Durante a Segunda Guerra Mundial, a SS teve a patente de Obersturmbannführer como sendo uma patente equivalente.
Esta é uma patente utilizada pelos membros do Exército Alemão (Heer) e da Força Aérea Alemã (Deutsche Luftwaffe)